# Ernst Wendt (Regisseur, 1937)
Ernst Wendt (* 12. Juli 1937 in Hannover; † 12. August 1986 in München) war ein deutscher Hörspiel- und Theaterregisseur.

## Leben
Wendt begann seine Theaterkarriere 1960 als Theaterkritiker. Gemeinsam mit Henning Rischbieter und dem Verleger Erhard Friedrich gründete er neben seinem Volkswirtschaftsstudium im gleichen Jahr das bis heute wichtigste Theatermagazin Theater heute. Mit seinen Kritiken, die nicht nur von literarischer Qualität und großem Sachverstand zeugten, sondern auch von großem Einfühlungsvermögen, hatte er maßgeblichen Anteil an der Durchsetzung eines neuen Regiestils im deutschen Theater. Er sah als erster die Kraft eines neuen Theaters von Regisseuren wie Peter Stein, wo andere noch Skandale sahen.
1967 begann die praktische Theaterarbeit Wendts, als der Intendant des Residenztheaters in München Hans Lietzau ihn zu seinem Dramaturgen machte. Die Vorbereitungen zu den Inszenierungen Lietzaus steigerten beider Renommee und sie führten später ihre Zusammenarbeit am Deutschen Schauspielhaus in Hamburg und an den Staatlichen Schauspielbühnen Berlin weiter. In Berlin inszenierte Wendt erstmals selbst. 1975 war er der Uraufführungsregisseur von Thomas Bernhards Der Präsident am Wiener Akademietheater.
1976 trennte Wendt sich von Lietzau und ging zurück nach München an die Münchner Kammerspiele, wo er als Regisseur bis 1983 mit insgesamt siebzehn Inszenierungen zu einem der großen Theaterpoeten in Deutschland aufstieg. Er befasste sich mit dem klassischen Repertoire des Theaters, so etwa mit William Shakespeare, Friedrich Schiller und Johann Wolfgang von Goethe, ebenso wie mit neuen jungen Dramatikern wie Thomas Brasch.
1980 wurde Wendt mit dem Deutschen Kritikerpreis ausgezeichnet. Vier seiner Inszenierungen wurden zum Berliner Theatertreffen eingeladen, 1976 Die Schlacht von Heiner Müller (Deutsches Schauspielhaus Hamburg), 1979 Lovely Rita von Thomas Brasch (Kammerspiele München) und die Hölderlin'sche Fassung der Antigonae (Theater Bremen), 1982 Goethes Torquato Tasso (ebenfalls an den Münchner Kammerspielen). Als Oberspielleiter und Dramaturg ging er 1986 mit dem designierten Direktor Boy Gobert an das Theater in der Josefstadt. Beide starben in der Vorbereitungsphase vor Beginn ihrer ersten gemeinsamen Direktionsspielzeit.

## Hörspiele

### Regie
- 1974: Benno Meyer-Wehlack, Irena Vrkljan: Ihre Pauline Golisch
- 1975: Robert Pinget: Der Gerettete
- 1975: Harald Mueller: Winterreise
- 1976: Sławomir Mrożek: Schlachthof
- 1977: Raymond Roussel: Der Stern auf der Stirn (auch Bearbeitung)
- 1978: Dieter Kühn: Im Vorfeld
- 1979: Alf Poss: Besuch aus London
  - Auszeichnung: Hörspiel des Monats Mai 1979
- 1980: Hjalmar Söderberg: Gertrud (auch Bearbeitung)
- 1981: Thomas Valentin: Grabbes letzter Sommer (auch Bearbeitung)
- 1981/1982: Douglas Adams: Per Anhalter ins All (6 Teile) (Regie gemeinsam mit Alexander Malachovsky im 1. Teil)
  - Kassetten-Edition: Ernst Klett Verlag 1986 / CD-Edition: Der Hörverlag 2005
- 1982: Christiane Adam: Morgen, Liebste wissen wir mehr
- 1982: Astrid Litfaß: Dies Zimmer nebenan
- 1982: Max Frisch: Blaubart
- 1983: Paul Mommertz: Hamsun
- 1983: Richard Brautigan: Dreaming of Babylon (auch Bearbeitung)
- 1984: Emmanuel Bove: Meine Freunde (auch Bearbeitung)
- 1985: Manfred Bieler: Das Duell: Willy und Lilly
- 1985: Ursula K. Le Guin: Angst unter Bäumen
- 1985: Marguerite Duras: Die englische Geliebte (auch Bearbeitung)
- 1985: Benno Meyer-Wehlack: Die Waldschenke oder In Hameln warten die Ratten
- 1985: Edgar Hilsenrath: Witwe Zibulskys Traum
- 1985: Günter Godor: John
- 1986: Barbara Frischmuth: Binnengespräche

### Regie und Sprecher
- 1982: Christa Wolf: Kein Ort. Nirgends
  - Auszeichnung: Hörspiel des Monats März 1982; CD-Edition: Der Audio Verlag, 2000.
- 1985: Christa Wolf: Kassandra